# Jan Soens

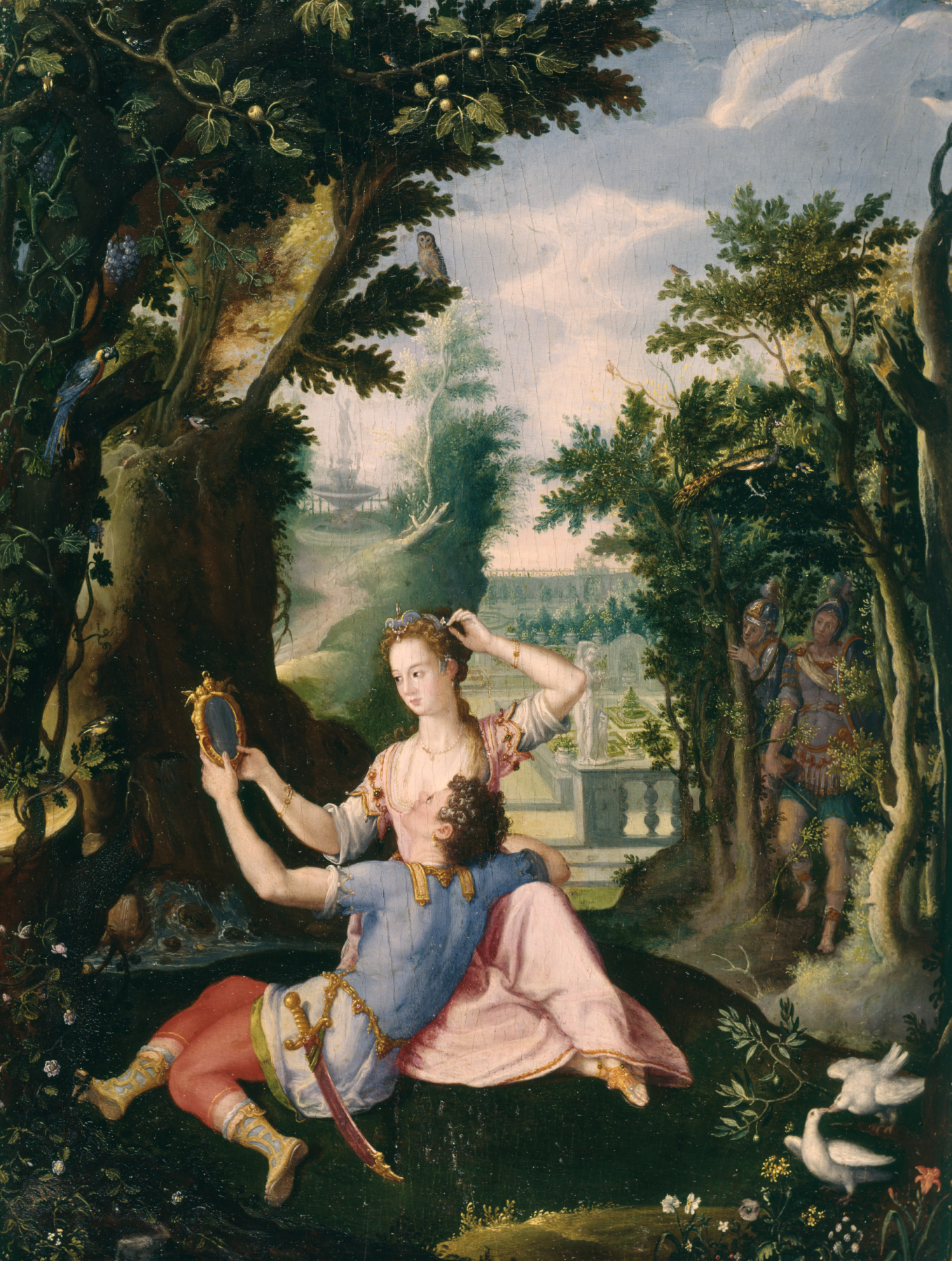
Rinaldo și Armida, din piesa Ierusalimul eliberat

Jan Soens, cunoscut și sub numele de Giovanni Sons, (n. 1547, 's-Hertogenbosch, Țările de Jos – d. 1611, Parma, Ducatul Parmei) a fost un pictor neerlandez.

## Biografie
Potrivit lui Karel van Mander, s-a mutat la Anvers pentru a trăi cu un profesor de școală numit Jacob Boon, după care a învățat singur rudimentul picturii. După ce a devenit expert, s-a mutat cu pictorul Gillis Mostaert și l-a ajutat să creeze picturi peisagistice în maniera lui Frans Mostaert, fratele geamăn al lui Gillis. Câteva dintre aceste peisaje timpurii au putut fi văzute la Amsterdam, la domiciliul lui Hendrick Louwersz Spieghel, la momentul în care Karel van Mander scria în 1604. Soens s-a întâlnit cu el în timpul călătoriei lui Karel van Mander în Italia, unde Soens a realizat mici piese pe cupru pentru papa de la Roma.
Potrivit RKD, s-a aflat la Roma din 1573 și în Parma din 1575. A fost deosebit de activ din 1575 cu casa Farnese la Roma, în Piacenza și Parma la începutul secolului al XVII-lea. A pictat lucrări de istorie, cum ar fi lucrarea manieristă Jupiter și Antiope, precum și picturile religioase care reflectă decretele Conciliului Tridentin privind artele și idealurile Contrareformei ale pietății reprezentate clar. A murit la Parma între 1611 și 1614.